# Villa Nizzastraße 6 (Radebeul)
Die Villa Nizzastraße 6 ist eine Villa im Stadtteil Oberlößnitz der sächsischen Stadt Radebeul. Sie bildet zusammen mit der ein Jahr früher gebauten Villa Nizzastraße 7 nahe der Lößnitzgrundbahn den Auftakt zur Nizzastraße, die um 1879 von den Gebrüdern Ziller auf eigene Kosten erschlossen wurde.

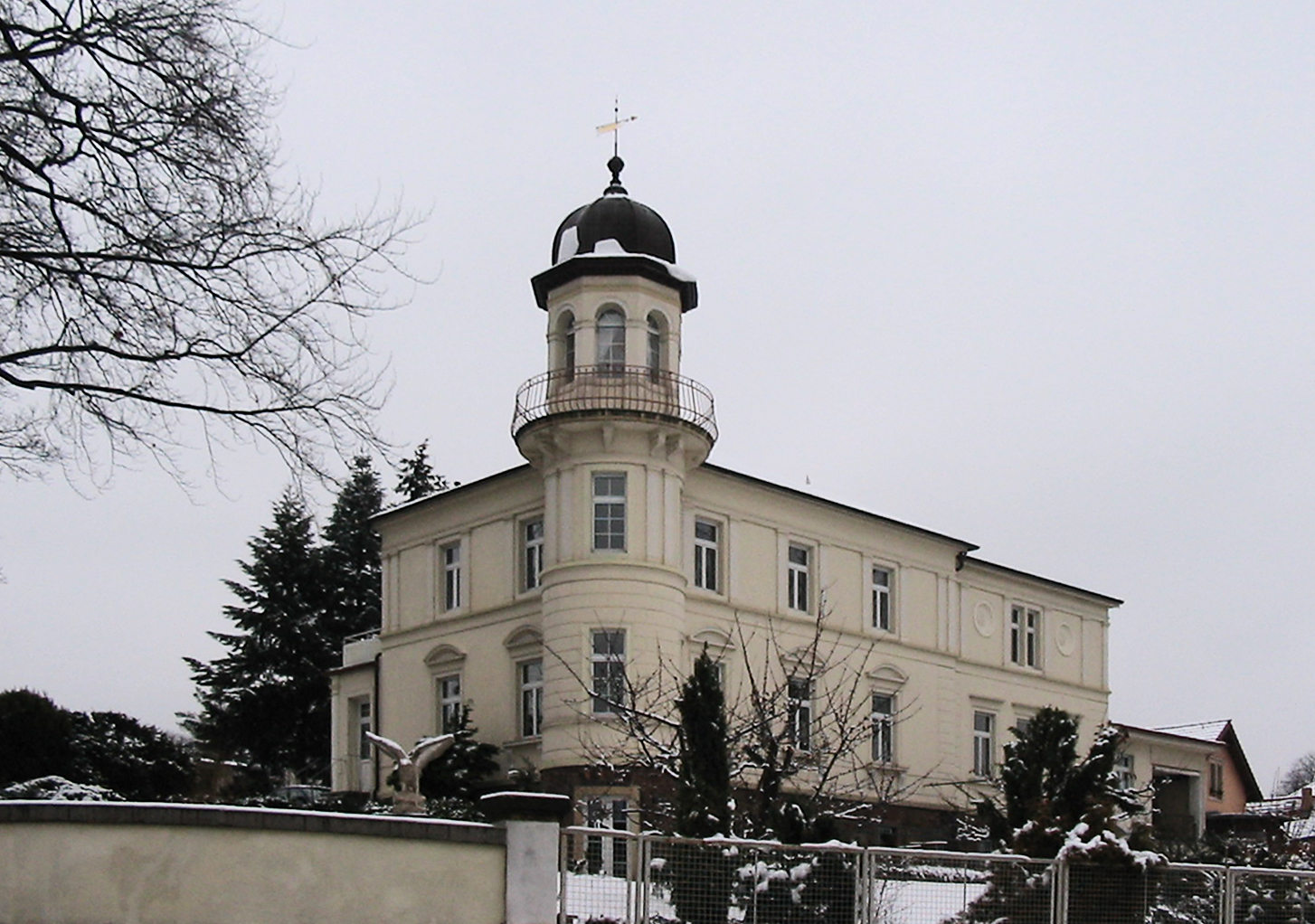
Villa Nizzastraße 6

## Beschreibung

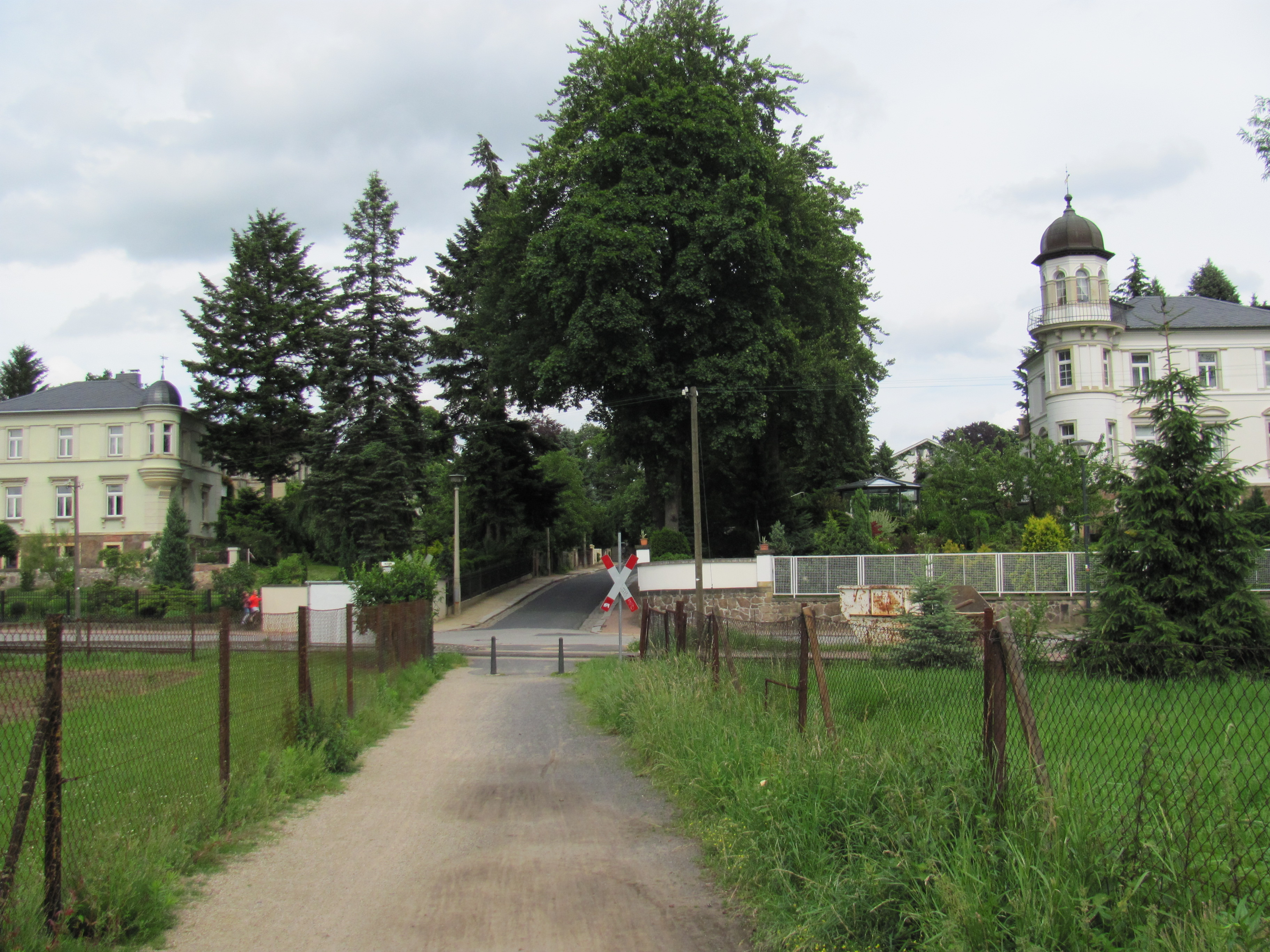
Durch zwei zillersche „Türme“ betonter Eingang in die Nizzastraße, von der Kreuzung mit dem Mühlweg und der Lößnitzgrundbahn aus; links Nizzastraße 7

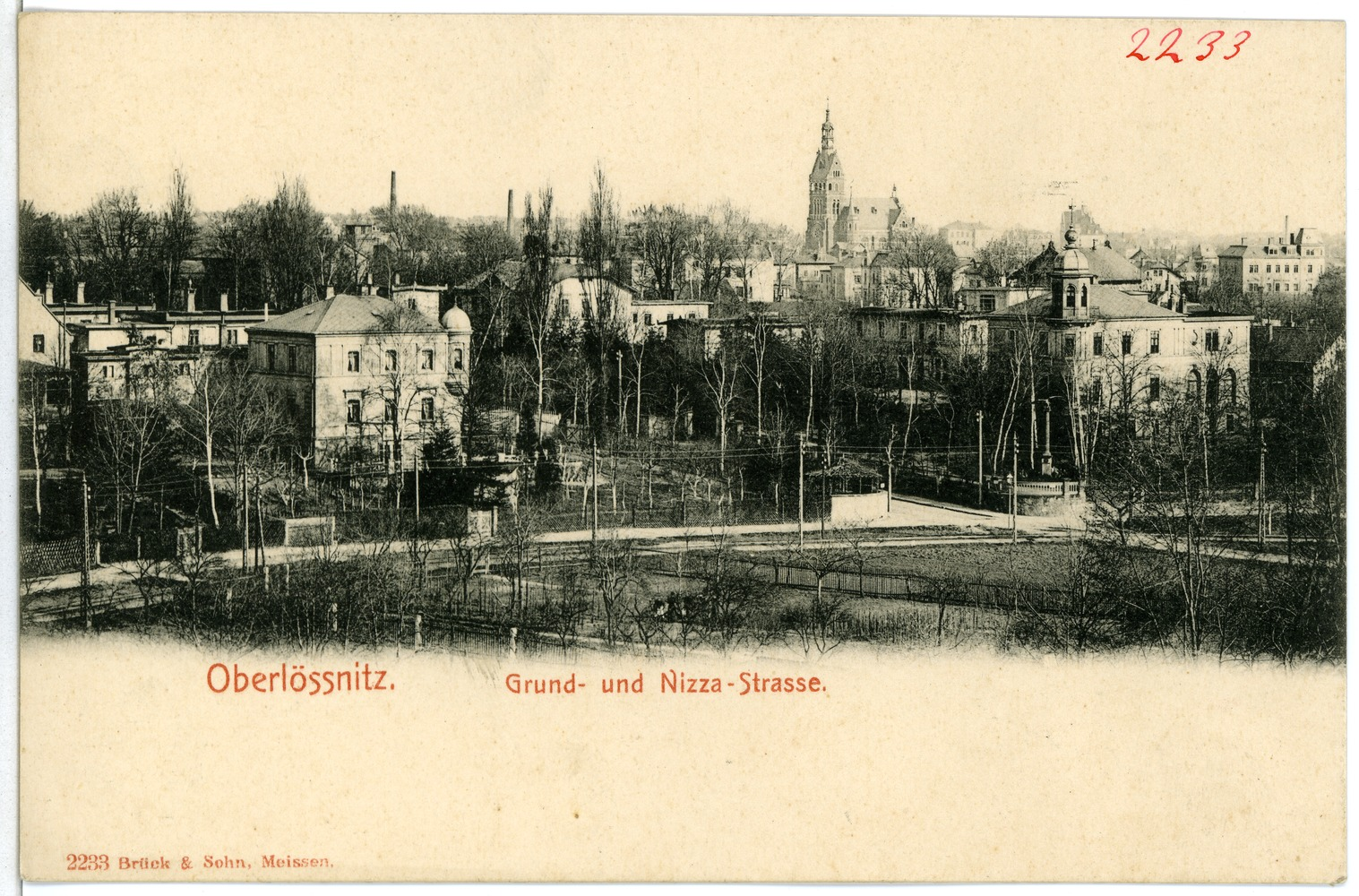
Aufnahme 1901, in der Bildmitte die weiter entfernte Lutherkirche

Die zweigeschossige, mit Teilen der Einfriedung unter Denkmalschutz stehende Villa liegt auf einem weitläufigen Eckgrundstück. Das Wohnhaus steht auf einem hohen Syenit-Sockel, der ein Souterraingeschoss bildet. Die Straßenansichten zum Mühlweg wie auch zur Nizzastraße sind drei Fensterachsen lang, jeweils mit flachgeneigtem Walmdach. Am Mühlweg schließt sich ein Erweiterungsbau von weiteren drei Achsen mit einem flachen Satteldach an, in dem sich ehemals ein Gartensaal befand, an diesen wiederum eine später angesetzte massive Veranda.
Zur Straßenecke steht ein dreigeschossiger, runder Eckturm, dessen oberstes Geschoss achteckig ausgebildet ist. Es hat, auf Konsolen aufliegend, einen umlaufenden Austritt mit Eisengitter. Diese Laterne mit Rundbogenfenstern wird bekrönt durch eine kupferne Haube mit Knauf und Wetterfahne.
Die Fassaden der Villa sind glatt geputzt, dazu im Erdgeschoss Eckquaderungen sowie eine Quaderung der Erdgeschoss-Turmfassade. Die Rechteckfenster im Erdgeschoss sind, freistehend, durch profilierte Sandsteingewände eingefasst und durch Segmentbogen-Verdachungen und Sohlbänke mit Konsolen geschmückt. Im Obergeschoss sitzen die durch Gewände gefassten Fenster zwischen einem breiten Dachgesims und darunter einem Fenstergesims, auf beiden Seiten sind sie jeweils von Pilastern eingefasst. Im Obergeschoss des Erweiterungsbaus befindet sich ein Zwillingsfenster, das auf beiden Seiten durch runde, medaillongeschmückte Spiegelfelder begleitet wird. Die ursprüngliche ornamentale Bemalung der Obergeschossflächen ist nicht erhalten.
Im winkelartigen Innenhof finden sich eingeschossige Anbauten sowie ein Treppenhausrisalit mit einem Dreiecksgiebel.
Die Einfriedung besteht zum Teil aus Weinbergsmauern.

## Geschichte
Etwa ab 1879 erschlossen die Gebrüder Ziller die Baugrundstücke entlang der durch Oberlößnitz und durch Serkowitz verlaufenden Straße, die 1903 in Anlehnung an einen Ausspruch des sächsischen Königs Johann um 1860 über die Lößnitz als Sächsisches Nizza in Nizzastraße umbenannt wurde. Nahe der Schmalspurbahn Lößnitzdackel stehen als Auftakt zur Nizzastraße auf zwei Eckgrundstücken zum Mühlweg zwei Villen, die jeweils auf der Gebäudeecke zur Straßenecke ein turmähnliches Bauteil aufweisen.
Die Villa in der Villa Nizzastraße 6 entstand 1880/1881 als Einfamilienwohnhaus, das nördliche Pendant, die Villa Nizzastraße 7, 1879/1880 ebenfalls durch die Zillerbrüder.
Das Treppenhaus wurde 1923 durch den Dresdner Architekten Paul Beck umfänglich umgebaut. Im Jahr 1940 erfolgte der Umbau zu einem Fünffamilienhaus.
Einquartierte sowjetische Offiziere beschwerten sich 1946 über starke Bauschäden.